# نینهاگن
نینهاگن (به آلمانی: Nienhagen) یک منطقهٔ مسکونی در آلمان است که در شواننبک واقع شده‌است. نینهاگن ۴۴۹ نفر جمعیت دارد.

## خواهرخوانده
شهر نینهاگن (نیدرزاکسن) خواهرخواندهٔ نینهاگن هست.